# Струма
Вижте пояснителната страница за други значения на Струма и Стримон.
Струма (на гръцки: Στρυμόνας, Стримонас, катаревуса: Στρυμών, Стримон) е река в Югозападна България, области Перник, Кюстендил и Благоевград и Северна Гърция, област Централна Македония, извираща от Витоша и вливаща се в Орфанския залив на Бяло море. Дължината ѝ е 415,2 km, от които на българска територия – 290 km, която ѝ отрежда 6-о място сред реките на България след Дунав, Искър, Тунджа, Марица и Осъм.

## Географска характеристика

### Извор, течение, устие

#### Извори
Река Струма няма ясно изразен единствен извор и различни източници определят началната ѝ точка по различен начин. Тя се образува малко над село Чуйпетлово (42°32′08.84″ с. ш. 23°15′17.6″ и. д. / 42.53579° с. ш. 23.25489° и. д.) със сливането на няколко малки планински реки, главните сред които са Купенска и Върла.
Обикновено за продължение на Струма се приема Купенска река, тъй като тя е най-дългата от горните ѝ съставляващи. Купенска река води началото си от множество ручеи, отводняващи мочурлива местност северозападно от връх Купена. Главният от тях днес започва от малка чешма на маркираната пътека, свързваща Черни връх с връх Ярловски купен, и е разположена на 2153 метра надморска височина в югозападното подножие на връх Карачаир (42°32′35.16″ с. ш. 23°17′43.44″ и. д. / 42.5431° с. ш. 23.2954° и. д.).
Река Върла отводнява най-високата част от водосборната област на Струма, като приема води от малко мочурище, разположено на 2246 метра надморска височина в седловината между Черни връх и съседния безименен връх, на който днес е изградена радиолокационната станция на Ръководство на въздушното движение (42°33′45.54″ с. ш. 23°16′56.31″ и. д. / 42.56265° с. ш. 23.28231° и. д.). Това мочурище се оттича към друго по-голямо мочурище под пътеката от Черни връх за Ярловски купен, а след това водите текат под дълга километър и половина каменна река. Измерено от устието ѝ до мочурището при Черни връх Върла е малко по-дълга от Купенска река, но надземната ѝ част е със значително по-малка дължина. Въпреки това някои източници сочат за извор на Струма различни точки около мочурищата и каменните реки при Черни връх.

#### Горно течение
Първите около 20 km реката протича в дълбока и сравнително добре залесена долина, в началото на юг-югозапад, след село Чуйпетлово – на запад, а след село Боснек – на северозапад. След като изтече от язовир „Студена“ Струма завива на север и след село Студена навлиза в Пернишката котловина (750 – 800 m). Преминава през източните квартали на град Перник и завива на запад. В западната част на града Струма преминава през първия от 11-те пролома по течението – Кракра (дължина около 1 km). При град Батановци завива на юг и навлиза в късия, 2,5 km, Чардакски пролом между планините Голо бърдо на югоизток и Черна гора на северозапад.
След излизането си от пролома Струма навлиза в Радомирската котловина (600 – 650 m), като пресича северозападната ѝ част. Северно от село Беланица реката прави голяма, изпъкнала на юг дъга, завива на север и навлиза в язовир „Пчелина“, водите на който са залели 3-тия ѝ пролом – Прибойския. След изтичането си от язовира реката се насочва на югозапад, минава през град Земен и след града навлиза в красивия и величествен Земенски пролом (дължина около 20 km), разделящ Конявска планина на изток от Земенска планина на запад.
При село Раждавица Струма излиза от пролома, навлиза в Кюстендилската котловина (460 – 570 m) и се насочва на югоизток. В този участък коритото ѝ е оградено с водозащитни диги. След устието на десния си приток река Елешница Струма напуска Кюстендилското поле и навлиза в поредния (5-и) пролом – Скрински пролом (дължина 28 km). При град Бобошево реката излиза от пролома и навлиза в южната част на Дупнишката котловина. След устието на река Джерман (ляв приток) Струма завива на юг и до напускането на пределите на България запазва тази си посока, като по течението ѝ периодично се редуват долинни разширения (котловини) и проломи между планините от Осоговско-Беласишката група на запад и планините Рила, Пирин и Славянка на изток.

#### Средно течение
След като премине през поредния 6-и Кочериновски пролом при село Бело поле, Струма навлиза в Благоевградската котловина. Южно от Благоевград следва поредният (7-и) Орановски пролом, след това малката Симитлийска котловина и забележителното Кресненско дефиле (Кресненски пролом, дължина 25 km). При град Кресна Струма излиза от дефилето и навлиза в обширното Санданско-Петричко поле, където течението ѝ се успокоява, долината и коритото ѝ са широки, а дъното ѝ песъчливо. В този си спокоен участък на отделни места реката се разделя на ръкави и образува временни пясъчни острови.

#### Долно течение, устие
След Санданско-Петричко поле следва 9-ият по ред къс и широк Марикостински пролом по течението на реката, а след това до границата ни с Гърция – малкото Марикостинско поле. След като приеме отляво последния си български приток, река Пиринска Бистрица, Струма напуска пределите на България и навлиза в Гърция в предпоследния по течението си пролом – Рупелски пролом (между планината Беласица на запад и Сенгелска планина на изток. След 10 km бурно течение през пролома реката излиза от него, завива на запад и навлиза в обширното и равно Сярско поле, където вляво от нея са отделени изкуствено 2 големи напоителни канала – Белица и Западен канал, които от своя страна – на множество по-малки за напояване на земеделските земи в Сярското поле. След като премине през Бутковското езеро (Керкини), разположено в северозападната част на Сярското поле, Струма завива на югоизток. В най-южната част на Сярското поле реката завива на юг, преминава през последния си (11-и) пролом между Богданска планина на запад и планината Кушница на изток и се влива в Струмския залив на Бяло море.

### Водосборен басейн, притоци
Площта на водосборния басейн на Струма възлиза на 17 300 km2 и обхваща части от 4 балкански държави – България, Гърция, Северна Македония и Сърбия. Най-голям е делът на България, възлизащ на 10 797 km2, което представлява 9,73% от територията на страната. С тази си площ водосборният басейн на Струма е вторият по големина в България след този на Марица. Той обхваща цялата област Кюстендил, западната част на област Благоевград, около 80% от област Перник и много малка част от област София. В него попадат 21 български общини, от които 18 изцяло и 3 частично.
В Гърция водосборният басейн на реката обхваща част от Северна Гърция, област Централна Македония, основно областната единица Сяр и частично областната единица Солун, като площта му е 6295 km2. В Северна Македония водосборният басейн на реката обхваща югоизточната част на страната, основно Струмишкото поле. В Сърбия към водосборния басейн на Струма попада най-югоизточната част на страната, районът на град Босилеград.
Леви притоци (от север на юг) на територията на България са Джерман, Рилска река, Благоевградска Бистрица, Градевска река, Влахина и Бистрица. Десни притоци са Елешница, Брегалница, Лебница и Струмешница.

#### Граници на водосборния басейн
От десния бряг на устието на Струма вододелът се насочва на северозапад по билото на Богданската планина, преминава през най-високия ѝ връх Харвата (1106 m) и слиза до превала между Богданската планина и планината Карадаг (Мавровуни), където преминава автомагистралата от Сяр за Солун. В този описан участък водосборният басейн на Струма граничи на югозапад с водосборния басейн на река Корония, вливаща се също в Струмския залив на Бяло море.
От превала на шосето Сяр – Солун започва вододелната граница с водосборния басейн на река Вардар на запад. Границата върви на северозапад по билото на планината Круша, достига на 8 km североизточно от Дойранското езеро, изкачва се на север до билото на Беласица и по него продължава на запад. След това вододелът завива на северозапад, следи билата на планините Плавуш и Смърдеш, завива на север при шосето Струмица – Щип и се изкачва до билото на планината Плачковица. От там продължава по него на изток, пресича ниска седловина и се изкачва на югоизток по билото на Малешевска планина до българо-македонската граница, на 2 km северозападно от село Клепало, община Струмяни. От там вододелът продължава на север и северозапад като следи държавната ни граница с Македония по билата на планините Малешевска, Влахина и Осогово и достига до най-западната точка на България – връх Китка, където се събират българската, македонската и сръбската граници. След това за кратко вододелът преминава по сръбско-македонската граница, завива на север по билото на планината Доганица и достига до връх Бесна кобила (1922 m), най-високата точка на планината Мусул.
От връх Бесна кобила започва границата с водосборния басейн на река Дунав, съответно водосборните басейни на реките Морава и Искър. От върха вододелът върви на север до планината Варденик, след което завива на североизток и достига до българо-сръбската граница в планината Кървав камък, северно от връх Било (1737 m). Оттам продължава на изток, пресича планината Стража (Парамунска планина), завива на северозапад по билото на Завалска планина, а след това на югоизток по билото на планината Вискяр до най-високия ѝ връх Мечи камък (1077 m). От Мечи камък вододелът продължава на югоизток по билата на планините Вискяр и Люлин, пресича Владайската седловина (860 m) и се изкачва на югоизток по склоновете на Витоша до най-високия ѝ връх Черни връх (2290 m). От там продължава на юг, пресича Бука-Преслапската седловина, завива на югоизток по билото на планината Верила, пресича Клисурската седловина (1092 m) и се изкачва нагоре по Рила през Белчинска планина (Лакатишка Рила), върховете Зекирица (1734 m) и Мальовица (2729 m), седловината Кобилино бранище (2145 m) и достига най-южната си точка – връх Черна поляна (2715 m) в Средния дял на Рила.
От върха вододелът завива на югозапад по билото на Югозападна Рила, достига до седловината Предела, след което проследява цялото главно било на Пирин до Парилската седловина. От там продължава на юг до билото на планината Славянка, завива на изток по българо-гръцката граница, пресича планината Стъргач и южно от село Беслен, община Хаджидимово завива на юг и навлиза в гръцка територия. Продължава в тази посока и южно от гръцкото село Волакс завива на изток по билото на планината Боздаг (2232 m), слиза от нея на югоизток и се изкачва до най-високата точка на планината Чалдаг – връх Мунджинос (1298 m). В целия този описан участък водосборният басейн на река Струма граничи на изток и североизток с водосборния басейн на река Места.
От връх Муджинос вододелът завива на югозапад, минава северозападно от град Кавала, при град Правище (Елефтеруполис) завива на запад и по билото на планината Кушница достига до левия бряг на устието на Струма. В този къс участък водосборният басейн на Струма граничи на югоизток с водосборния басейн на малка и къса река, вливаща се в Егейско море на 20 km източно от устието на Струма.

#### Геоложка характеристика на водосборния басейн
В геоложкия строеж на водосборния басейн на Струма от изворите ѝ до южните погранични планини участват множество разнородни скални формации, образувани от докамбрийските ератеми до холоцена включително. Горното ѝ поречие се изгражда от мезозойските, предимно горнокредни вулканогенни и седиментогенни формации на западносредногорските структури и от множество палеозойски и докамбрийски ивици, оформящи специфичния (мозаечен) гънково-блоков и навлачен строеж на областта Краище.
Сред палеозойските (ордовик, силурски, девонски) формации и диабазово-филитоидния комплекс преобладават слабоводоносните шисти, филити и аргилити. Сред тях са внедрени магмените плутони от Струмската диоритна формация с горнопалеозойска възраст.
В Краището сравнително големи площи заемат средно-горнотриаските напукани, разломени и окарстени варовици, доломитни варовици и доломити, частично и юрски карбонатни формации оформящи рида Голо Бърдо, Земенската и Конявската карстови водоносни системи и цяла редица по-малки карстови райони и фрагменти със значителни количества студени и субтермални карстови води. Те подхранват многобройни извори, които се ползват за водоснабдяване и напояване, и участват във формирането на речния отток. В областта се разкриват и континенталните пермски и долнотриаски конгломератни-пясъчникови свити, морските и флишки (юрски и долнокредни) седименти със сравнително ниска водоносност.
В редица участъци на Краищидната област и в Огражден планина приабон-олигоценски лави от риолити, риодацити и др. вулканити пробиват по-старите скални формации. Едно от най-късно затвърдялите вулкански тела е височината Кожух, разположена в самото корито на река Струма, до устието на река Струмешница. Палеовулканичната структура в Рупите е ареал на интензивна съвременна хидротермална и мофетна дейност. С нея са свързани горещите (76 °С) въглекисели минерални извори.
Най-големи площи от територията на Струмското поречие заемат най-старите скали – докамбрийските метаморфни задруги и свити. Представени са от пъстра и/или монотонна гама различни видове гнайси, шисти, амфиболити и мрамори. Сред тях преобладаващо разпространение имат гнайсите. Общата дебелина на целия метаморфен комплекс вероятно надвишава 10 km.
Грамадните магмени-гранитни и гранодиоритни интрузиви (плутони) с палеозойска и горнокредна-палеогенска възраст са внедрени сред метаморфните свити и изграждат ядрата на високите планини Осогово, Рила и Пирин. Малки гранитоидни интрузиви се разкриват и по планините Влахина, Крупнишката, Огражден и Беласица.
Силикатните скални задруги са силно напукани и тектонски разломени и акумулират пукнатинни (и пукнатинно-жилни) пресни, студени и термоминерални подземни води. Те съставляват своеобразните непластови, планински хидрогеоложки системи или хидрогеоложки масиви.
Допалеозойските окарстени и водоносни мрамори участват в строежа на Северен Пирин и най-широко на Южен Пирин.
През палеогена и неогеона по Струмската долина активните и дълбоки разломявания на земната кора формират грабенови седиментни басейни (ровове). В тях се отлагат дебели морски и речно-езерни седименти (моласи) от брекчоконгломерати, конгломератни блокажи, пясъчници, пясъци, глинести и глинесто-песъчливи материали и въглища. Образуват се олигоценските Пернишки, Бобовдолски, Сухострелски и Брежански въглищни басейни, а по-късно, през неогена – Кюстендилския и Орановския лигнитни басейни. По Струмската дислокационна (линеаментна) зона са наредени: Джерманската долина с ЮЗ-СИ направление и меридионалните: Благоевградската, Симитлийската, Санданската неогенски грабенови котловини. С последната се съчленява грабена на река Струмешница със субпаралелна ориентация. Същевременно те представляват засебени хидрогеоложки басейни (системи) с пресни студени и термоминерални води в запълващите ги седименти и кристалинните им фундаменти. Максималната дебелина на моласовите речно-езерните отложения в Симитлийската и Санданската котловини надвишава 1000 m.
Палеогенските и неогенските седименти се характеризират с относително слаба водоносност.
В речните легла, заливните и надзаливни речни тераси и в наносните конуси при устията на реките и потоците и крайпланинските подножия е образувана кватернерна покривка от алувиални и пролувиални, най-често силно водоносни наноси от валуни, чакъли и пясъци с песъчливо-глинеста почвена покривка. Дебелината им в коритото на Рилска река достига 40 – 50 m, а в Петричката река и над 300 m. Край планинските склонове са натрупани пролувиални и делувиални скални блокажи, брекчи, пясъчни и глинести материали.
В ледниковите долини и циркуси и около езерата по високопланинските дялове на Рила и Пирин се срещат морени и речно-ледникови (наслаги) с ограничено разпространение.
Интензивните алпийски тектонски и неотектонски разломни движения, причинили потъването на междупланинските котловини и импозантното издигане на ограждащите ги планински масиви, продължават своята активност и до днес. Израз на тяхното проявление е и високата сеизмична активност в областта. Известно е, че в района на Крупнишкия разлом, с ЮЗ – СИ ориентация, пресичащ Струмската дислокация се намират огнищата на едни от най-разрушителните земетресения на континента. По активните разломни зони в долината се проявяват и термоминералните и горещи извори, сред които най-високотемпературните (100 °С) в страната, лечебни хидротерми в Сапарева баня.

#### Релеф на водосборния басейн
Релефът на водосборния басейн на Струма представлява пъстра мозайка от планини и котловини. Тя е единствената река в България, за която не можем да говорим за горно, средно и долно течение в неговия буквален смисъл, защото средната надморска височина на водосбора на средното течение е по-висока от тази на горното. Средната надморска височина на водосбора при Перник е 1018 m, при Раждавица – 884 m, при Невестино – 856 m, при Бобошево 974 m, при Крупник 973 m и при границата 898 m.
На запад от Витоша след Владайското дефиле е разположена Люлин планина, която е доста широка и висока и на запад постепенно се понижава. На юг Витоша продължава с планината Верила (безводна планина). Тя е антиклинала, западната част на която представлява неразчленен и висок масив, по средата се снишава, а на изток се превръща в хълмиста местност, пресечена от реки. На юг склоновете ѝ са дълги и голи. На изток от Струма е Голо бърдо, която разделя Пернишкото от Радомирското поле. Тя е гола, варовита и неразчленена. На северозапад от Голо бърдо, Струма и река Ябланица (десен приток на Ерма) са разделени от нагънатия рид „Букова глава“ – Трънската антиклинала. Между Голо бърдо и Люлин е разположено Пернишкото поле. На Конска река (десен приток), между планините Вискяр и Любаш е разположено Брезнишкото поле (740 m). То е голо и нахълмено по периферията. Заедно с Пернишкото поле образува т.нар. област Граово. Радомирското поле се разстила между Голо бърдо и Конявска планина. Последната е дъговидна. Разделя Радомирското, Кюстендилското и Бобовдолското полета. След като напусне Радомирското поле, Струма навлиза в живописния Земенски пролом между планините Конявска и Земенска и навлиза в Кюстендилското поле (470 m). То е оградено от планините Конявска (връх Виден 1487 m) с разседни склонове, Осоговска планина със стръмен северен склон нарязан от началните притоци на Соволянска Бистрица и полегат източен склон, дълбоко изровен от долинната мрежа на Елешница, който в долната си част представлява силно опороена хълмиста земя. По северните склонове на места има шлейфове от наносни конуси. В планината има развит карст и на места с карстови извори, като интензивно се развива и ровинна ерозия.
Между Рила и Верила протича река Джерман. От периферията на Западна Рила извират много малки рекички, поради което тази част на Рила е набраздена от долините им. При вливането на Джерман в Струма е разположено Бобошевското поле (400 m), а по̀ на изток – Кочериновското поле, разположено по долината на Рилска река, с височина около 370 m.
Левият приток на Струма Градевска река (Еловица в горното си течение) събира водите си от южните склонове на Рила чрез десните си притоци и от Пирин – чрез левите. След нея – левите притоци на Струма събират водите си от Пирин, която има алпийски характер. На юг се простира планината Славянка (Алиботуш 2212 m), която има стръмни склонове с много красиви карстови форми. На юг от нея е Сенгелската планина. Тя е по-ниска и на запад достига до Рупелския пролом на Струма.
След Осоговска планина, десните притоци на Струма събират водите си от планините Малашевска, Огражден и Беласица. По средата на Петричкото-Санданското поле е разположен единственият угаснал вулкан в България – Кожух (281 m), като реката го е прорязала през средата.

#### Климат във водосборния басейн
Климатичните характеристики на поречието на Струма го определят като част от континенталната средиземноморска зона. В нея валежите достигат своя връх през месец ноември и декември със сравнително сухо лято. Валежите като основна компонента на поливния режим на културите са оценени с разполагаеми данни за района на най-южната част на Югозападна България. Средногодишната стойност на валежите е около 534 mm. Тя е под необходимото водопотребление на културите през вегетационния период.
В началото на поречието полетата на Кюстендил и Радомир, под влиянието на континенталната средиземноморска зона, се проявяват климатичните особености и на преходно-континенталната зона, които са характерни за тази част от Централната западна зона. Изразени са със сравнително по-мека зима и по-топло лято. Средногодишната стойност на валежите е малко по-ниска – 517 mm.
Валежите се характеризират с неравномерно разпределение през годината, по-ясно изразена за югозападната зона с малкото им количество през летните месеци и по-голямата честота на периоди без валежи в същите месеци. Това предопределя напояването като основна предпоставка за постигане на устойчиво селскостопанско производство.

#### Почви във водосборния басейн
Обработваемите почви се характеризират с неголямо разнообразие. По цялата дължина на Струма и притоците ѝ в почвената характеристика са представени излужените канелено-горски, алувиалните и алувиално-ливадните почви. За някои от обособените обработваеми масиви са налице малки различия, проявени с наличие на някои допълнителни почвени типове. В Радомирското поле това са излужени черноземни смолници. В поречието на река Джерман в района на град Дупница се появяват делувиални и делувиално-ливадни почви. В долния участък на поречието на Рилска река – са алувиални и делувиално-ливадни почви, а в поречието на река Струмешница – делувиални и делувиално-ливадни почви.
При нормални години зимните валежи осигуряват на почвения профил запаси, които достигат почти до пределната полска влагоемност. От тях продуктивните водни запаси в излужените канелено горски почви са 1624 m3/ha, а за алувиално-ливадните са 1694 m3/ha. За всички почвени типове това са възможности да се акумулира една поливка от есенно-пролетните валежи и създават условия за отглеждане на житните култури без напояване. Въпреки това за поречието при поливни и неполивни условия те са неефективни. За останалите култури в нормални години напояването осигурява увеличение на добивите.

#### Притоци
Река Струма и сравнително еднакво развита мрежа от леви и десни притоци. От 24-те реки с дължина над 20 km, които се вливат в Струма 12 са левите притоци и също толкова десните. В нея се вливат общо 90 притока с дължина над 5 km, които се разпределят по следния начин:
- Реки над 20 km – 24 броя, в т.ч. река Струмешница – 114 km (най-голям приток);
- Реки между 10 и 20 km – 18 броя;
- Реки между 5 и 10 km – 48 броя.

→ ляв приток, ← десен приток
- → Рибни дол
- ← Широки дол
- ← Добри дол
- ← Мътница (влива се в язовир „Студена“
- → Караджин дол
- ← Голобрешка река
- ← Бученщица
- → Кудинска бара
- ← Конска река
- ← Дола
- → Арката
- ← Косачка река (влива се в язовир „Пчелина“)
- ← Светля (влива се в язовир „Пчелина“)
- → Оролачка река (Блатешничка река)
- ← Треклянска река (Раянска река)
- ← Бресница
- → Шегава
- ← Драговищица (извира в Сърбия)
- ← Рисов дол
- → Клисурата
- ← Соволянска Бистрица
- ← Банщица (Глогошка река)
- ← Новоселска река (Суха река)
- ← Берсинска река
- ← Гращица (Гращичка река)
- ← Градишки дол
- ← Невестинска река
- → Лилячка река
- → Студена вода
- ← Елешница
- → Лява река (Козничка река)
- ← Гладски дол
- ← Бела вода
- → Джерман
- ← Копривен
- → Крашевица
- → Рилска река
- → Телкиовски дол
- ← Лисийска река
- ← Дреновска река
- → Благоевградска Бистрица
- ← Логодашка река (Четирка)
- ← Стара река (Вранещица)
- → Градевска река (Еловска река)
- ← Сушицка река
- → Брежанска река
- → Мечкулска река
- ← Дивилска река
- → Ощавска река (Дяволска река)
- → Влахинска река
- ← Брезнишка река (Стара река)
- ← Моравска река
- ← Добромирска река
- → Бански поток
- ← Будилска река
- → Градешка река
- → Белишка река
- ← Цапаревска река
- ← Седелска река
- → Потока
- ← Войче
- → Речичка река
- → Санданска Бистрица
- ← Лебница (извира в Северна Македония)
- → Лешнишка река (Бождовска река)
- → Склавска река
- → Потока
- ← Струмешница (Струмица) (извира в Македония, най-голям приток)
- → Мелнишка река
- → Потока
- ← Нинаки Рема (в Гърция и България)
- ← Фасуло Рема (в Гърция и България)
- ← Каридо Рема (в Гърция и България)
- → Пиринска Бистрица (по границата с Гърция)
- ← Дере (Ксенорема, в Гърция) (останалите реки до края са в Гърция)
- ← Русу
- → Пиперица
- → Арнаут
- ← Янушница
- ← Султаница
- ← Арнаути
- ← Рамна
- ← Ортабурун
- ← Даул (влива се в Бутковското езеро)
- ← Дидарон (влива се в Бутковското езеро)
- ← Бутковска река, влива се в Бутковското езеро)
- ← Кочана (Стримонико)
- ← Висалтия
- → Портес
- → Драматица (Ангиста, най-големия приток на Струма на гръцка територия)

### Хидроложки показатели
Формата на водосборната област е силно продълговата, като средната ѝ дължина е около 250 km, а средната ѝ ширина е около 40 km, с ясно изразен планински характер, което определя и големия наклон на притоците ѝ (от 1% на Конска река до 11,4% на р. Петричка река). Наклонът на реката в сектора до Перник е 65‰, при Перник спада рязко на 5,3‰, в Земенския пролом е 3,7‰, в Дупнишката котловина – 3‰, в Петричко-Санданска котловина – 1,5‰. Средната надморска височина на водосборния басейн е 900 m.
Гъстотата на речната мрежа варира между 0,51 km/km2 (на най-южния приток Петровска река) до 2,43 km/km2 (на р. Църна – приток на Елешница в северозападната част на водосбора). Съществува обратна връзка между средния наклон на реката и коефициента на извитост. Главната река има по-голям коефициент на извитост (2,2) в сравнение с притоците ѝ. Най-нисък коефициент на извитост (1,17) имат реките Берсинска и Ощавска (Дяволска).
На територията на водосбора на Струма се инсталирани и функционират 33 хидрометрични станции, от които 5 по главната река, а останалите са по притоците ѝ. Те са част от Националната хидрометрична мрежа.
Средногодишният отток на Струма се изменя в границите от 2,117 m³/s при Перник до 76,167 m³/s при Марино поле. Вариациите на оттока са около 0,3. Годишният отток и на притоците е с нисък коефициент на вариация около 0,3, като минималният е 0,22 l/s/km² за река Илийна река при Бричибор и максималният – 0,5 на Сушичка река.
По дължина на реката минималните водни количества нарастват от 1 m3/s при Перник до 33,49 m3/s при Марино поле. Нарастването на максималния отток е много по-чувствително: от 3,5 m3/s при Перник достига до 149 m3/s при Марино поле.
Поради климатичното влияние на многото планини, ограждащи долината на Струма, в отточния ѝ режим се наблюдават 2 минимума – зимен (февруари-март) и летен (септември-октомври). През различните години по-малък е ту зимният, ту летният минимум, поради което редицата от годишни минимуми е нееднородна. След село Крупник поради средиземноморското влияние минималният отток е само летен. Формирането на оттока на Струма е основно дъждовно-снежен и/или дъждовен, поради което съотношението на Qmin/Qср.год. е не повече от 0,3.
Вътрешногодишното разпределение на оттока в поречието на Струма е обусловено от сезонните изменения на оттокообразуващите фактори, характерни за Планинския климатичен район на Преходно континенталната климатична подобласт и на Континентално-Средиземноморската климатична област. В северната част на водосборния басейн валежините суми през летния сезон са малко по-високи от пролетните, докато при Петрич зимата е с най-обилни валежи (Брезник 172 mm през лятото и 146 mm през пролетта, Дупница – летни 171 mm, пролетни 167 mm, Петрич зимни 210 mm и летни 124 mm). В планинските области пролетните валежни суми са най-големи.
Оттокът се формира основно през април, май и юни. През пет месеца от година (от юли до ноември) се формират по-малко от 5 – 6% от годишния отток. От друга страна поради февруарски затопляния, каквито бяха в някои от годините на началото на 1990-те години, предизвиканото снеготопене през януари и особено през февруари формира значителна част от оттока, независимо че средният годишен отток е нисък. Това не е типично, но в последните години е често явление.

## Селища
Течението на реката и нейната долина, поради благоприятните климатични условия и удобните транспортни връзки, са населени от дълбока древност. По течението на самата река са разположени 48 населени места, от които в България – 43, в т.ч. 9 града и 34 села и в Гърция – 5 села.

### Селища в България
- Област Перник

- Община Перник – Чуйпетлово, Боснек, Студена, Перник, Батановци;
- Община Радомир – Копаница, Радомир, Прибой;
- Община Ковачевци – Лобош;
- Община Земен – Жабляно, Земен;

- Област Кюстендил

- Община Кюстендил – Раждавица, Шишковци, Копиловци, Жабокрът, Гирчевци, Търновлаг, Нови чифлик;
- Община Невестино – Невестино, Пастух;
- Община Бобошево – Доброво, Бобошево;
- Община Кочериново – Мурсалево, Крумово, Кочериново;

- Област Благоевград

- Община Благоевград – Бело поле, Българчево, Благоевград;
- Община Симитли – Железница, Симитли, Черниче, Полето;
- Община Кресна – Кресна, Сливница, Долна Градешница;
- Община Струмяни – Микрево, Струмяни;
- Община Сандански – Вълково, Струма, Дамяница;
- Община Петрич – Рибник, Генерал Тодоров, Тополница, Чучулигово;

### Селища в Гърция
- Централна Македония

- дем Синтика – Голема махала (Мегалохори), Бутково (Керкини);
- дем Долна Джумая – Каяли (Литотопос);
- дем Сяр – Комарян (Кумария);
- дем Зиляхово – Доксамбос (Миркинос).

## Стопанско значение

### Лозарството в района на долината на Струма
Това е най-топлият и специфичен лозаро-винарски район на България. Той е разположен в най-южната част на страната и е значително повлиян от топлите въздушни течения по долината на Струма. Хълмистите терени, сравнително бедните почви, високите годишни температури и сухият климат като цяло определят сортовете, които могат да се отглеждат – почти изключително червени сортове. Разпространени са мерло, каберне совиньон и широка мелнишка лоза, който е емблематичен за района от дълбока древност. Това е екзотичен и много специфичен винен сорт. От него се произвеждат вина, които след продължително отлежаване при подходящи условия в дъбови бъчви придобиват уникален характер. Като цяло червените вина от този район са с южен характер – наситен цвят, интензивен сортов аромат, висока плътност, богати на танини и значителен потенциал за многогодишно отлежаване. Водеща роля в района с качествените си вина със собствен характер има винарната в Дамяница.

### Качество на водите
Кислородният режим на реката, дори и след Перник, е много добър – язовир Пчелина е много ценен в това отношение. Това се дължи на ясно изразения планински характер на реката. По този показател водите са I категория, с едно изключение – участъка между Перник и Батановци, където водите са II категория. Следва участък с по-високо кислородно съдържание до село Раждавица, където водите са I категория. До границата водите са II категория по съдържание на разтворен кислород (О2). Само в отделни участъци, като след село Невестино и след Сандански, водите не могат да се използват за развъждане на риба и то само при минимални водни количества.
До язовир Студена и след него до Перник водите са бедни на органично съдържание и по показателите БПК5 са I категория. Следва II категория води до село Борнарево, след което в резултат на самопречиствателната способност на реката и язовир Пчелина водите са I категория. От село Раждавица надолу до град Сандански водите са отново II категория. При границите водите на Струма са I категория по показателя БПК5. Само в участъците под Перник, Батановци и село Невестино водите не могат да се използват за риборазвъждане при ниски води.
Количеството на нитратен азот (N-NO3) във водите на Струма е ниско. Максималните стойности са след Перник – около 3 – 3,5 mg/l до село Борнарево. Съдържанието на амониев азот (N-NH4) и фосфати (PO4) се изменя надлъжно по един и същи начин. По тези показатели водите на реката не могат да се използват за риборазвъждане в участъка под Перник – Сандански. Съдържанието на биогенни елементи не влияе при използване на водите за напояване.
Количеството на разтворени вещества във водите на Струма е ниско до Невестино и след вливането на река Джерман. По съдържание на разтворени вещества водите са в препоръчителните граници при използване за риборазвъждане. В участъка от Перник до село Крупник не се препоръчва да се използват за напояване.
Количеството на неразтворени вещества до Перник е ниско. Тук язовир Студена играе определяща роля.

### Питейно-битово водопотребление
Водоснабдяването за питейно-битови нужди в разглежданите поречия се осъществява от:
- подземни води от терасата на Струма
- подземни води от терасите на притоците ѝ
- каптажи на изворни води
- водохващания в горното течение на реките
- язовир „Студена“

Най-голяма водоснабдителна система има в район Перник. Основно съоръжение на системата е язовир „Студена“ с обем 252 106 m3, изграден на самата река. Водохранилището се пълни с водите на Струма, други малки витошки реки и от съседния водосборен басейн на река Искър посредством събирателните деривации „Владайски канал“ и „Палакарийски канал“. Водоснабдителната система осигурява вода на населени места от община Перник. Свързана е с водоснабдителната система на община Радомир.
Следващи по капацитет са водоснабдителните системи на Кюстендил, Дупница и Благоевград. Трета група са водоснабдителните системи на Радомир, Сандански и Петрич. Четвърта група са останалите водоснабдителни системи в поречието на Струма.

### Напояване
Напояването в поречието на Струма е със стари традиции. Тук са създадени едни от първите водни синдикати в България. Всичко това е наложено от характерните климатични особености на района. Нарастването на напояваните площи е ограничено от наличния размер на обработваемите земи. В общи линии възможностите на поречието за разширяване на напояваните площи са изчерпани. Релефните особености на долината, наличието само на един основен водоизточник – река Струма с някои от притоците си, и малките възможности за регулиране на оттока за напояване, е предопределило характера на напоителните системи. В по-голямата си част те са без регулиращи обеми, с използване на течащите води на Струма и притоците ѝ.

### Водопотребление за енергодобив
Повърхностните и подземните води в поречието на Струма и притоците ѝ се използват за питейно-битово и промишлено водоснабдяване на населените места, напояване и енергодобив.
Общият технически използваем хидроенергиен потенциал на реката е 1413,6 MWh. Частта на застроения потенциал е 34,07% – степента на усвояване на разполагаемия хидроенергиен потенциал е ниска.
В експлоатация са 14 водноелектрически централи. Водовземането за ВЕЦ „Студена“ (предоставена на „ВиК“ – Перник) и ПАВЕЦ „Калин“ е от едноименните язовири с годишно изравнение на оттока. На дневно изравнени води са: централите на Каскада „Санданска Бистрица“ – „Попина лъка“, „Лиляново“ и „Сандански“; на Каскада „Пиринска Бистрица“ – „Пирин“ и „Спанчево“; „Каменица“, „Пастра“, „Рила“, „Петрово“, „Самораново“. На течащи води са „Осогово“ и „Лешница“.

### Транспорт
От най-дълбока древност долината на реката се използвала за строеж на пътища, а впоследствие и на жп линии.
В България по долината на реката преминават участъци от 5 пътя от Държавната пътна мрежа:
- Участък от 7,8 km от Перник до село Студена и участък от 103,6 km от Бобошево до ГКПП „Кулата“ от първокласен път № 1 (Европейски коридор Е79) Видин – Враца – София – Благоевград – ГКПП „Кулата“;
- Участък от 25,9 km от село Беланица до Перник от първокласен път № 6 (Европейски коридор Е871) ГКПП „Гюешево“ – София – Карлово – Сливен – Бургас;
- Участък от 19,7 km от Кюстендил до село Долна Козница от второкласен път № 62 Кюстендил – Дупница – Самоков;
- Целият участък от 30,5 km от град Бобошево до село Невестино от третокласен път № 104;
- Участък от 7,8 km от село Лобош до град Земен от третокласен път № 623 Дупница – Бобов дол – Земен – Трекляно;

По долината на реката преминават и участъци от трасетата на две от важните жп линии на България:
- От Перник до Радомир и след това от Бобошево до Кулата от жп линията София – Кулата;
- От Радомир до Кюстендил от жп линията София – Гюешево.

В Гърция по долината на реката продължава участъкът от Европейски коридор Е79 от ГКПП „Кулата“ през Сяр за Солун.

### Природни забележителности, рекреационно дело
По течението на реката са разположени десетки природни, археологически, архитектурни и туристически забележителности – живописните скали в Земенския, Скринския и Кресненския пролом, изгасналият вулкан Кожух, останките от средновековната крепост Кракра, Кадин мост при село Невестино Земенския манастир, местността „Рупите“ и много други.
През последните години по бурното течение на реката през пролетните месеци се развива усилено и един все още малко познат спорт в България – рафтингът. По бреговете на реката особено в котловините, през които преминава, предлага добри условия за плажуване, а водите – за риболов на запалените въдичари.

## Топографска карта
- Лист от карта K-34-58. Мащаб: 1 : 100 000.
- Лист от карта K-34-59. Мащаб: 1 : 100 000.
- Лист от карта K-34-70. Мащаб: 1 : 100 000.
- Лист от карта K-34-71. Мащаб: 1 : 100 000.
- Лист от карта K-34-83. Мащаб: 1 : 100 000.
- Лист от карта K-34-95. Мащаб: 1 : 100 000.
- Лист от карта K-34-107. Мащаб: 1 : 100 000.
- Лист от карта K-34-119. Мащаб: 1 : 100 000.
- Лист от карта K-34-120. Мащаб: 1 : 100 000.